# Улица Веденеева (Петергоф)
Улица Ведене́ева — улица в городе Петергофе Петродворцового района Санкт-Петербурга. Проходит от Петергофской до Гостилицкой улицы.
Первоначально, с 1890 года, улица называлась Баумгартенской — в честь главноуправляющего Петергофского дворцового правления в 1871—1881 годах П. П. Баумгартена, первого почётного гражданина Петергофа.
В 1960-х годах улицу переименовали в улицу Веденеева — в честь петергофского революционера Н. Н. Веденеева.